# Federico Augusto de Anhalt-Dessau
Federico Augusto de Anhalt-Dessau (en alemán: Friedrich August von Anhalt-Dessau; 23 de septiembre de 1799 - 4 de diciembre de 1864) fue un príncipe de la Casa de Ascania de la rama de Anhalt-Dessau.

## Nacimiento y familia
Federico nació en Dessau el 23 de septiembre de 1799 como el cuarto hijo (pero el tercer superviviente) de Federico, príncipe heredero de Anhalt-Dessau, con su esposa la landgravina Amalia de Hesse-Homburg, hija de Federico V de Hesse-Homburg.

## Matrimonio e hijos
En el castillo de Rumpenheim en Offenbach am Main el 11 de septiembre de 1832, Federico Augusto contrajo matrimonio con la princesa María Luisa Carlota de Hesse-Kassel (Copenhague, 9 de mayo de 1814 - Palacio de Hohenburg, 28 de julio de 1895). Era hija del príncipe Guillermo de Hesse-Kassel y de su esposa la princesa Luisa Carlota de Dinamarca, hermana del rey Cristián VIII de Dinamarca. Además, María Luisa era hermana mayor de la que sería reina consorte de Dinamarca, Luisa, como esposa del rey Cristián IX de Dinamarca.
Federico y María tuvieron tres hijas:
1. Adelaida María (Dessau, 25 de diciembre de 1833 - Schloss Königstein, 24 de noviembre de 1916), desposó el 23 de abril de 1851 a Adolfo, último Duque de Nassau y primer Gran Duque de Luxemburgo. El actual Gran Duque de Luxemburgo, Enrique, es su descendiente directo.
2. Batilde Amalgunda (Dessau, 29 de diciembre de 1837 - Schloss Nachod, Bohemia, 10 de febrero de 1902), desposó el 30 de mayo de 1862 al príncipe Guillermo de Schaumburg-Lippe. Su hija mayor, Carlota, fue la esposa de Guillermo II, el último rey de Wurtemberg, y a través de una de sus hijas menores, Adelaida, fue la abuela del último jefe de la rama Wettin de Sajonia-Altenburgo, Jorge Mauricio.
3. Hilda Carlota (Dessau, 13 de diciembre de 1839 - Dessau, 22 de diciembre de 1926).

## Muerte
El príncipe Federico murió el 4 de diciembre de 1864 en Dessau. La princesa María sobrevivió a su marido 30 años y murió el 28 de julio de 1895 en el Palacio de Hohenburg en Lenggries en Baviera.